# امپراتوری استعماری بلژیک
امپراتوری استعماری بلژیک (به لاتین: Belgian colonial empire) یک امپراتوری‌های استعماری در بلژیک است.